# 阻街
阻街是指妨礙公眾地方秩序或衛生的罪行，在香港通常处以罰款，不留案底，但也有监禁的处罚。

## 例子
- 遊行、示威
- 小販
- 商店放置商品於店前的空地
- 司機到目的地載貨及卸貨
- 站壁拉嫖客
- 在馬路上步行，阻礙後方車輛通過
- 街頭表演、行銷、宣傳推廣活動
- 佔用官地作私用
- 水貨客街頭執拾貨物

## 香港法例
- 第200章《刑事罪行條例》第160條：遊蕩 （页面存档备份，存于）
- 第228章《簡易程序治罪條例》第4條：在公眾地方犯的妨擾罪等 （页面存档备份，存于）
- 第228章《簡易程序治罪條例》第4A條：在公眾地方造成阻礙 （页面存档备份，存于）